# Amin Salim Dżardżura
Amin Salim Dżardżura (arab.: أمين سليم جرجورة, hebr.: אמין-סלים ג'רג'ורה, ang.: Amin-Salim Jarjora, ur. 1886 w Nazarecie, zm. 20 sierpnia 1975) – izraelski polityk narodowości arabskiej, w latach 1949–1951 poseł do Knesetu z Demokratycznej Listy Nazaretu.
W wyborach parlamentarnych w 1949 po raz pierwszy i jedyny dostał się do izraelskiego parlamentu.